# Château de Noyers-sur-Serein
Le château de Noyers-sur-Serein est une ancienne forteresse médiévale située à Noyers, dans l'actuel département de l’Yonne dans le nord de la Bourgogne.
Édifié avant le XIe siècle par les seigneurs de Noyers, le château est agrandi et fortifié au début du XIIIe siècle par Hugues de Noyers, évêque d'Auxerre. Le personnage marquant de la lignée de cette famille puissante est sans conteste Miles X de Noyers, maréchal de France et conseiller du roi.
Le comté de Noyers passe ensuite pour un siècle aux ducs de Bourgogne et le château constitue l’une des clés du duché.
Propriété du prince de Condé, chef du parti huguenot, Noyers devient pendant les guerres de religion l’enjeu de combats et de sièges acharnés entre catholiques et protestants puis entre ligueurs et royalistes, avant d’être détruit en 1599 par ordre du roi Henri IV.
Il ne subsiste que des ruines de ce qui fut, aux dires de l’historien Ernest Petit, une « formidable forteresse, l’une des plus considérables de toute la Bourgogne ».

## Géographie
Le château est construit à 400 m au nord du village, sur un éperon rocheux dominant un méandre marqué du Serein. Le site offre une configuration idéale pour la défense : le village est protégé sur trois côtés par la boucle très resserrée de la rivière et au nord par l'éperon du château.

## Histoire

### Les seigneurs de Noyers
Dans la seconde moitié du XIe siècle, les seigneurs de Noyers commencent à faire parler d’eux. Quatre-vingt fiefs relèvent de leur château, bien situé sur un éperon barré dominant largement un méandre du Serein. Il ne se compose alors que d’un grand donjon carré et d’une chapelle.

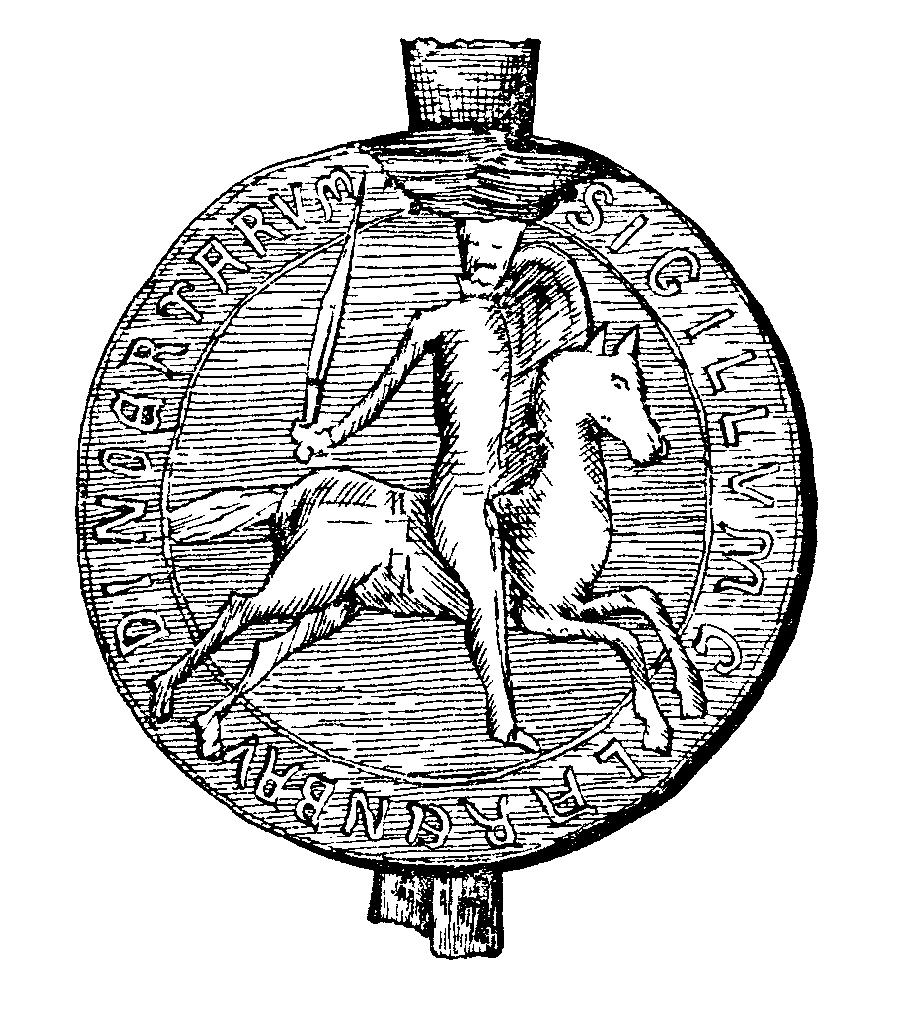
Sceau de Clérambaud de Noyers

Un siècle plus tard, Clarembaud de Noyers fait élever une muraille autour du donjon, avant d’accompagner en 1190 le roi Philippe-Auguste à la croisade, où il trouve la mort. Son frère Hugues de Noyers, évêque d'Auxerre et tuteur de son neveu Miles VI, agrandit le château et le fortifie de 1196 à 1206. Il fait construire un logis seigneurial, une triple enceinte, des souterrains et une chapelle. Il fait creuser de profonds fossés. Il transforme ainsi l’ancien donjon en un vaste château moderne, conforme aux principes de l’architecture philippienne. Noyers est alors cité comme l’un des plus beaux et riches châteaux de France. Il se préoccupe également du village qui s’est développé au pied du château, dans un méandre de la rivière, et le fait entourer d'une muraille.
En 1216 éclate la guerre de Succession de Champagne. Miles VI et son beau-frère Erard de Brienne, prétendant au comté de Champagne, s’enferment à Noyers avec leurs partisans. Ils soutiennent un siège victorieux de plusieurs mois contre  la comtesse Blanche de Navarre.

Blason des Miles de Noyers

Noyers était jusqu’alors un franc-alleu noble, libre de tout hommage. Mais à la fin du XIIIe siècle, Miles X de Noyers cède au duc de Bourgogne Robert II la suzeraineté sur sa châtellenie, moyennant le versement de 7 000 livres tournois. Noyers devient dès lors une place bourguignonne, à la frontière entre le duché et le comté de Champagne réuni depuis peu au domaine royal. Ce seigneur de Noyers est un personnage important de l'époque, fait maréchal de France par Philippe le Bel en 1303, gouverneur d’Artois, conseiller de plusieurs rois de France, il participe aux batailles de Courtrai, de Mons-en-Pévèle, de Cassel et de Crécy.
À partir de 1337, les prétentions du roi Édouard III d'Angleterre sur la couronne de France déclenchent une longue succession de conflits entre la France et l’Angleterre, la guerre de Cent Ans. En 1360, ayant échoué à prendre Reims, la ville du sacre, Édouard III conduit son armée dans une chevauchée à travers la Bourgogne. Jean de Noyers étant alors prisonnier des anglais depuis la bataille de Poitiers, Édouard III renonce à assiéger son château. Il suit le Serein jusqu’à Guillon, qu’il occupe et où il signe avec le duc de Bourgogne Philippe de Rouvre le traité des moutons d'or. Mais après le traité de Brétigny, Édouard licencie son armée de mercenaires, qui se livre alors au pillage des villes de Bourgogne, dont Noyers qui souffre beaucoup du passage de ces Grandes Compagnies.
À Pâques 1366, Miles XII, petit-fils du maréchal, reçoit dans son château le duc Philippe de Bourgogne, qui se rend de Paris à Avignon pour y rencontrer le pape Urbain V.
La branche aînée de cette puissante famille s'éteint en 1370 à la mort de Miles XII ; la branche cadette continue jusqu'au début du XVe siècle avec les comtes de Joigny issus de Jean (1323-1362), le dernier fils du maréchal.

### AuXVesiècle

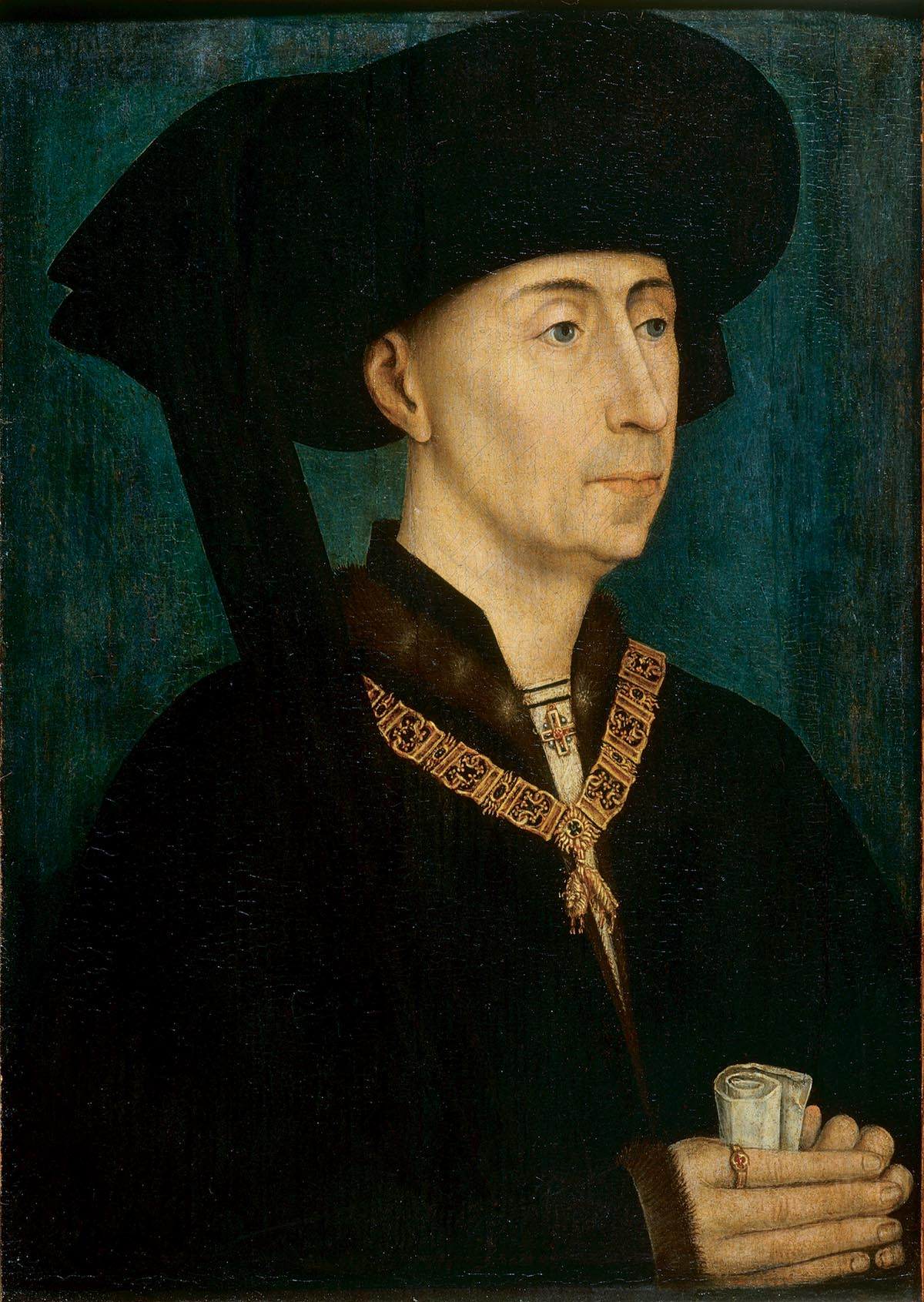
Philippe le Bon, duc de Bourgogne

En 1419, la châtellenie de Noyers est achetée par la duchesse de Bourgogne Marguerite de Bavière, veuve de Jean sans Peur. Le château de Noyers n’avait pas traversé intact les décennies précédentes, autant à cause du manque d’entretien que des troubles de la guerre de Cent Ans, comme le confirme un rapport établi à la demande de la duchesse. D’importants travaux de remise en état sont alors entrepris jusqu’en 1429, réfection des maçonneries, travaux de charpente, couverture des tours. On procède également à des aménagements afin d’installer de l’artillerie : trois veuglaires, quatre canons dont un de très gros calibre.

Armoiries des ducs de Valois-Bourgogne

Pendant la guerre entre les Armagnacs et les Bourguignons, Noyers est l’une des clefs de la Bourgogne, du côté de la Champagne. En septembre 1343, Philippe le Bon, venu avec l’armée ducale déloger d’Avallon Jacques d'Espailly, dit Fortépice, en fait son quartier général. L’année suivante Fortépice, à la tête d’une troupe d’écorcheurs, tente en vain de s’emparer de Noyers et de Montréal.
En 1463, les troupes du roi Louis XI, en conflit avec le duc Charles le Téméraire, mettent le siège devant Noyers, sans résultat. En 1472, la menace française se précise aux frontières de la Bourgogne. Des renforts et de l’artillerie sont envoyés à Noyers pour parer à toute attaque.
Mais les armes de Bourgogne ne flottent bientôt plus sur Noyers, car l’État bourguignon s’effondre à la mort de son maître, Charles le Téméraire, lors de la bataille de Nancy en 1477. Noyers échoit alors en récompense à Charles d’Amboise de Chaumont, comte de Brienne en 1475 (à la disgrâce du connétable Louis de Luxembourg), qui a mené la conquête du duché de Bourgogne pour Louis XI.
Noyers passe en 1493 à la Maison d'Autriche, à la suite du traité de Senlis qui compensait la rupture de fiançailles entre Marguerite d’Autriche, petite-fille de Charles le Téméraire, et le roi Charles VIII.

### AuXVIesiècle
En 1508, une clause du traité de Cambrai prévoit la remise de la châtellenie de Noyers, et de Château-Chinon, à Jeanne de Hochberg, comtesse de Neuchâtel, arrière-petite-fille de Charles VII, en compensation de la perte de son Fort de Joux, pris par les troupes autrichiennes. François Ier profite de la mort de Louis d’Orléans-Longueville, époux de Jeanne de Hochberg, pour s’approprier Noyers en 1516. Il faut attendre le traité de Nice en 1538 pour que Jeanne entre en possession de l’héritage de son époux. Elle décède en 1543 ; son fils François d’Orléans-Rothelin lui succède, mais meurt au château de Noyers en 1548. Sa veuve, Jacqueline de Rohan, gère les domaines comme tutrice de ses enfants Léonor et Françoise.

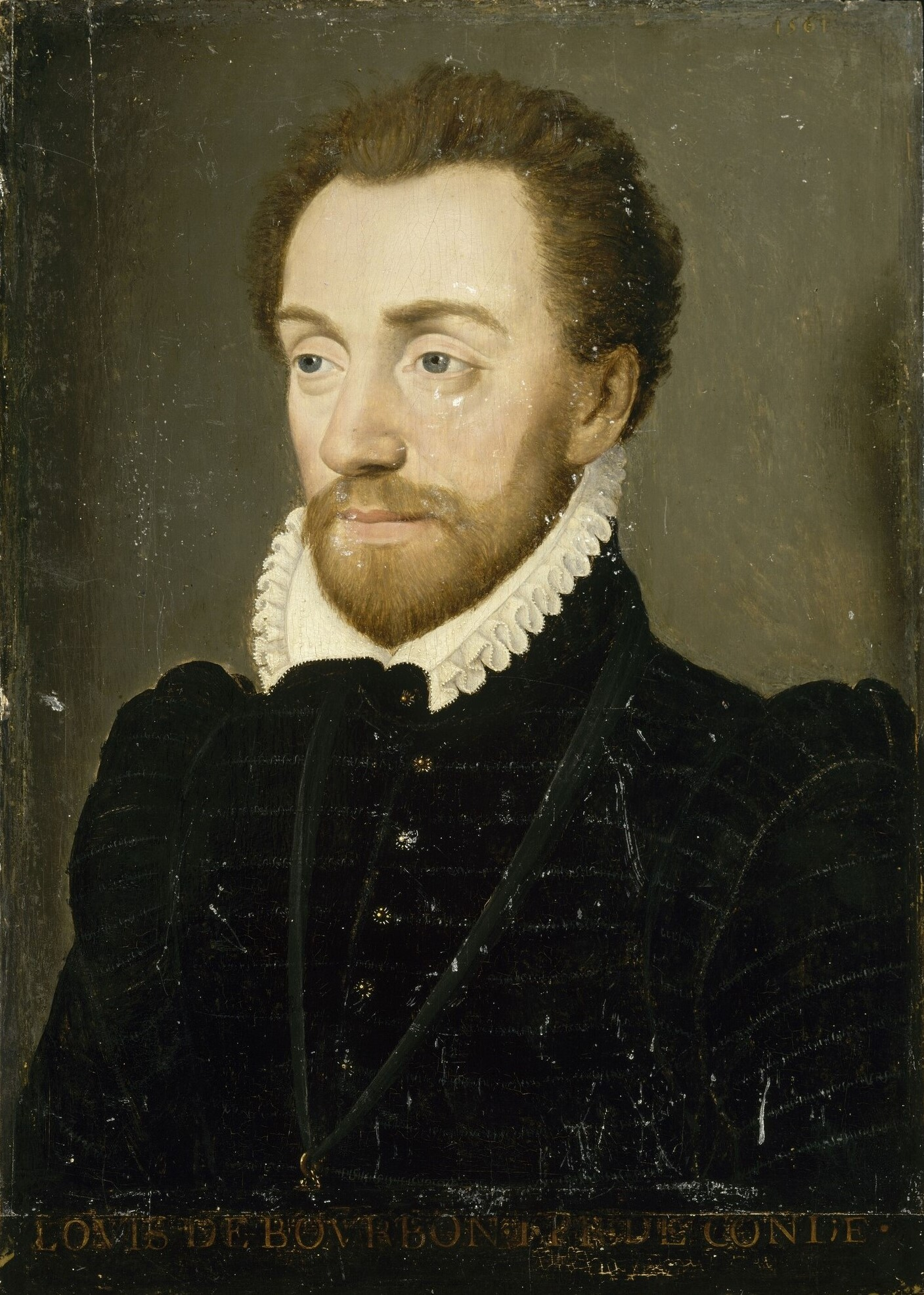
Louis de Bourbon, prince de Condé

Héritant de Noyers, Françoise d'Orléans-Longueville épouse le 8 novembre 1565 Louis de Bourbon, prince de Condé. La terre de Noyers est alors érigée en comté, et Louis de Bourbon devient 1er comte de Noyers.

#### Les guerres de Religion
Dans la guerre de Religion qui vient d’éclater en France, le nouveau maître de Noyers s’est imposé à la tête du parti protestant, plus sans doute par opposition aux Guise que par ferveur religieuse. Les protestants sont alors présents dans de nombreuses villes de la région : Avallon, Cravant, Vézelay, Noyers possèdent des lieux de culte. La région est ravagée par les troupes protestantes de l’amiral de Coligny et de son frère François d’Andelot, depuis leur château de Tanlay, et par les troupes catholiques du maréchal de Saint-André et du comte de Tavannes. Les violences des deux partis, renforcés de troupes étrangères, se répondent. L’édit d'Amboise, signé en 1563 par le prince de Condé et le connétable de Montmorency, ramène dans le royaume une paix passagère.
En Bourgogne, le prince de Condé partage sa résidence entre ses châteaux de Noyers et de Vallery, qu’il a reçu de la veuve du maréchal de Saint-André. Après la deuxième guerre de Religion à laquelle il a activement participé, Condé se réfugie à Noyers avec sa femme et ses enfants. Malgré la fragile paix de Longjumeau (1568), il craint pour sa sécurité et fait renforcer le château et la ville, dont la garnison s’élève désormais à 200 hommes. Pourtant, les protestants sont en pays ami dans le Tonnerrois, entre les châteaux d’Ancy-le-Franc, de Noyers et de Tanlay, qu’occupent les Coligny.

Blason du prince de Condé

Ses craintes sont pourtant fondées puisqu’en juillet 1568, le comte de Tavannes, gouverneur de Bourgogne, reçoit de la cour l’ordre d’arrêter les chefs protestants, avec le soutien de quatorze compagnies d’infanterie. Toutefois, l’ordre n’est pas signé du roi mais de Catherine de Médicis, et Tavannes se décide à avertir Condé de ce qui se trame. Le 23 août 1568, Condé et les Coligny, accompagnés de leurs familles, fuient la Bourgogne pour La Rochelle, place-forte qui leur est acquise.
Ayant reçu du roi l’ordre de s’emparer de Noyers, Tavannes met le siège et fait donner son artillerie qui perce rapidement trois brèches dans les murailles médiévales. La garnison doit capituler le 2 novembre 1568. Le château est saccagé et son riche mobilier dispersé, malgré les clauses de l’acte de capitulation. Une compagnie est laissée en garnison et peu de temps après, les protestants s’en emparent. Mais quelques semaines plus tard, à la fin de l’année 1568, ils doivent se rendre au maréchal de Cossé, qui ne laisse qu’une faible garnison.
Au début de l’année 1569, la guerre reprend et le 13 mars a lieu la bataille de Jarnac. L’affrontement tourne mal et Condé, blessé et son cheval tué sous lui, se rend lorsqu’il est abattu par un capitaine du duc d’Anjou. Le premier prince de Condé, premier comte de Noyers, chef de l’armée huguenote, meurt à 39 ans.
Le château de Noyers est resté sous la garde d’un capitaine et d’une petite garnison de 25 hommes. Mais la peste se déclare dans la ville et la garnison déserte. Avertis, les huguenots s’installent dans le château en août. Le roi Charles IX décide alors d’en finir et donne l’ordre de démanteler la forteresse. Une armée royale se dirige vers Noyers, prend le château, le pille et le ruine, une partie de la garnison est massacrée par la population.

#### La Ligue
En 1589, le roi Henri III meurt assassiné. Son cousin Henri de Navarre lui succède sous le nom d’Henri IV. Mais une partie importante des catholiques refuse de reconnaitre sa légitimité. La guerre civile n’oppose désormais plus les catholiques et les protestants, mais le parti royaliste et ceux qui sont hostiles à Henri IV, organisés autour de la Ligue.
Noyers est alors entre les mains d’un capitaine et d’une garnison royalistes. En février 1590, ils sont délogés par des ligueurs venus de Chablis. En 1591, ce qui subsiste du château est assiégé par Charles de Choiseul-Praslin (1563-1626), lieutenant du roi en Champagne, mais c’est le maréchal d’Aumont qui parvient à prendre Noyers.

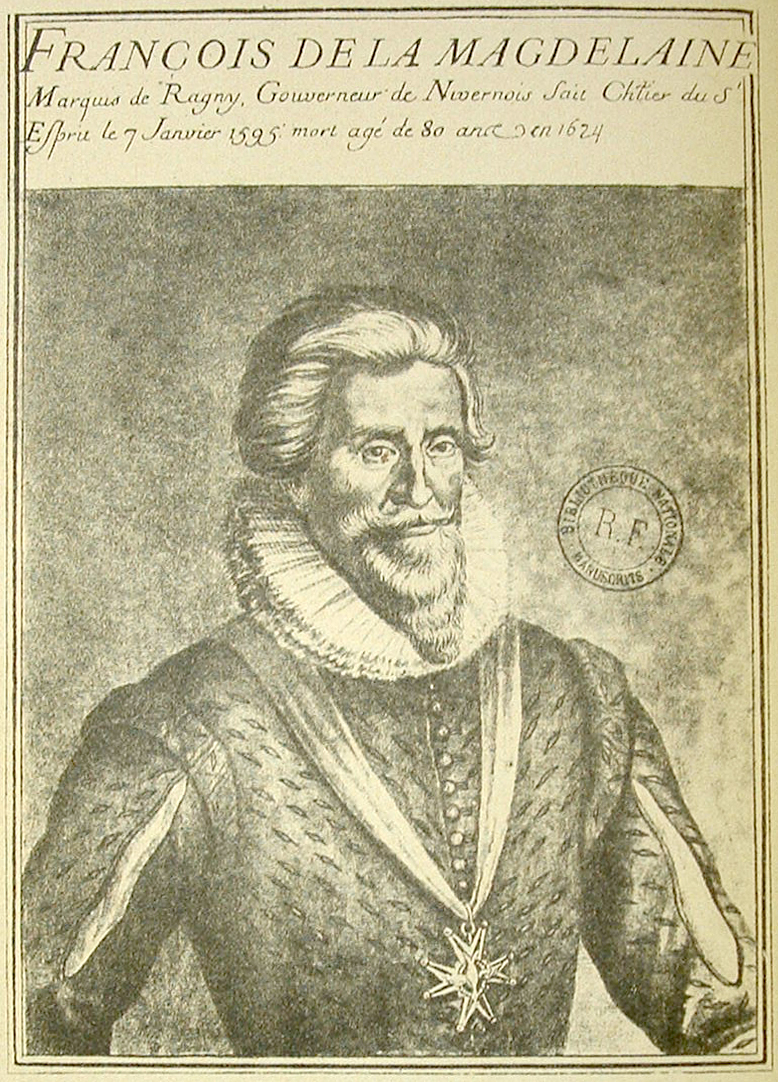
François de la Magdelaine,
gouverneur de Noyers

En 1592, François de la Magdelaine, seigneur de Ragny, nommé gouverneur de la ville et du château par le roi, est assiégé par Jean de Saulx, fils du gouverneur de Tavannes. Mais ce que le farouche ligueur ne peut faire par la force, Antoine Duprat (arrière-petit-fils du chancelier Antoine Duprat), baron de Vitteaux et de Thiers, l’obtient par la ruse. Avec son lieutenant Villeferry, il s’introduit par surprise dans Noyers. Il renforce les défenses de la ville et du château, puis confie Noyers à Villeferry et à une garnison importante. François de la Magdelaine tente de reprendre la place, mais il échoue avec de lourdes pertes.
L’année suivante, excédés par la cruauté du baron de Vitteaux et les exactions de ses hommes, les habitants de Noyers profitent de son absence pour s’emparer de Villeferry et se rendre maîtres de la place. Ils appellent à leur secours le sire de Ragny et des seigneurs du voisinage. Mais le baron accourt et donne l’assaut au château, qu’il parvient à reprendre par traitrise. Une trêve s’installe entre le château, aux mains des ligueurs, et la ville, aux royalistes.

Le 17 mai 1595, veille de la Pentecôte, vers 5 h du matin quelques soldats du château parviennent par ruse à s’introduire dans la ville, à poignarder les gardes de l’une des portes et à l’ouvrir à une troupe de ligueurs venus d’Avallon et des alentours. La ville est prise et pillée. On disait alors : 

« Dieu nous garde du feu, de l'eau

et du baron de Vitteaux. »

Assiégé par les troupes du maréchal de Biron, Antoine du Prat, baron de Vitteaux, se soumet à Henri IV le 6 juillet 1595. Il accepte de remettre le château et la ville entre les mains du roi sous un délai de deux ans, moyennant le versement d’une forte indemnité et la possibilité d’emporter les canons et les munitions présents dans le château et nomme un de ses capitaines, Guillaume Drouas de La Plante, commandant du château.
Rentré en possession de Noyers, le roi remet la cité à la princesse de Condé et à son fils Charles de Bourbon-Soissons. Mais il prend la précaution d’ordonner par un édit de mars 1599 que le château soit rasé. En effet, le roi n’entend pas que la forteresse de Noyers permette une nouvelle révolte contre le pouvoir royal. La même année, le château de Montréal subit un sort identique. Pour récompenser François de la Magdelaine de sa fidélité, le roi érige ses terres de Ragny en marquisat et lui remet la châtellenie de Montréal.

### AuxXVIIeetXVIIIesiècles
Dorénavant, sans demeure digne du rang de ses puissants propriétaires, le comté de Noyers représente essentiellement pour eux une source de revenus.
Pourtant en 1611, un capitaine de la ville et du château continue à être nommé. C'est François Estiennot, écuyer, maître d'hôtel du roi, seigneur de Vassy (-sous-Pisy, 89) qui remplit cette fonction. Il en sera aussi, par la suite, gouverneur.
En 1612, Louis de Bourbon-Soissons succède à son père. Il meurt en 1641 à la bataille de la Marfée. Il laisse toutefois un héritier : son fils naturel Louis-Henri de Bourbon, âgé d’un an seulement. En 1694, celui-ci épouse Angélique de Montmorency-Luxembourg, fille du maréchal de Luxembourg, qui lui donne deux filles. L’aînée, Louise-Léontine, épouse en 1710 Charles-Philippe d’Albert, quatrième duc de Luynes, en apportant le comté de Noyers et d’autres seigneurie importantes (Coulommiers, le comté de Dunois) à la maison de Luynes.
Malgré la destruction du château sur les ordres d’Henri IV, on voyait encore des tours entières et des grands pans de murs. En 1785 et en 1788-1789, Louis-Joseph de Luynes en autorise la démolition afin de construire un mur le long du Serein, pour donner un travail à la population la plus pauvre.
C’est lui qui vend le comté de Noyers et ses dépendances en 1789-1790.

### Le château de nos jours
Après des siècles d'abandon, le site du vieux château est un lieu peu accessible, boisé, avec quelques « moignons » de maçonnerie noyés sous la végétation, quasiment oublié sauf des nucériens (habitants de Noyers). 
Depuis les travaux d’Ernest Petit dans la seconde moitié du XIXe siècle, le château des sires de Noyers est resté largement méconnu des historiens eux-mêmes.
En 1998, un groupe de passionnés fonde l’association Le patrimoine oublié afin de réhabiliter le site et le faire connaître au grand public. C’est le début de travaux de grande ampleur afin de dégager, de fouiller et de restaurer deux tours et un tronçon de courtine. Entre 2015 et 2016, des bénévoles de l'association Chantiers Histoire et Architecture Médiévales participent à des travaux de restauration des ruines du château.
Des chemins d’accès et de visite ainsi qu’une signalétique ont été mis en place pour présenter l’ensemble du site aux visiteurs. Depuis 2000, des recherches documentaires ont également été menées en archives afin de mieux connaître l’histoire du château de Noyers.
- Le château de Noyers-sur-Serein. Voir d'autres photos du site) sur Commons

Le château de Noyers-sur-Serein.
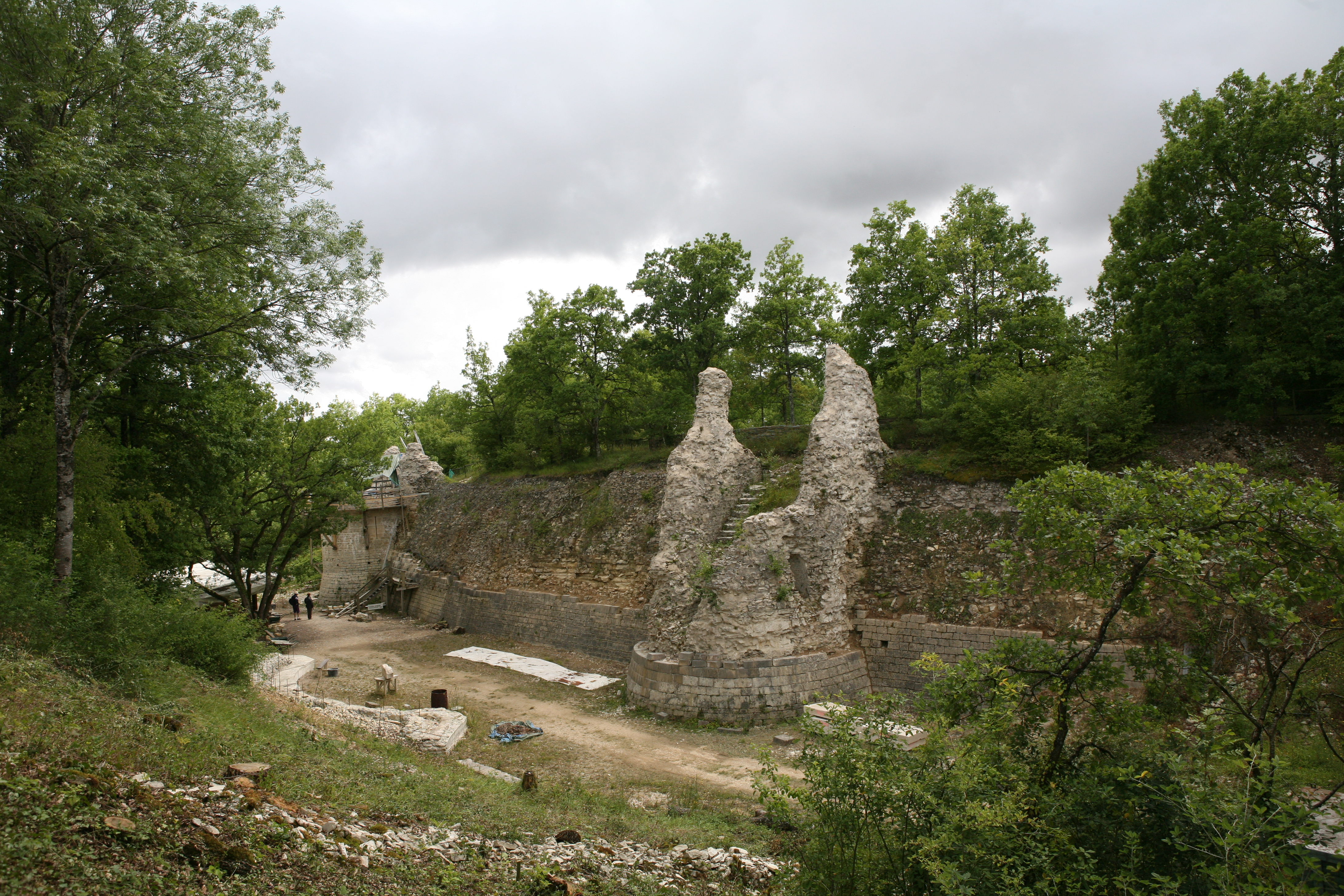
Les ruines du château en 2011.
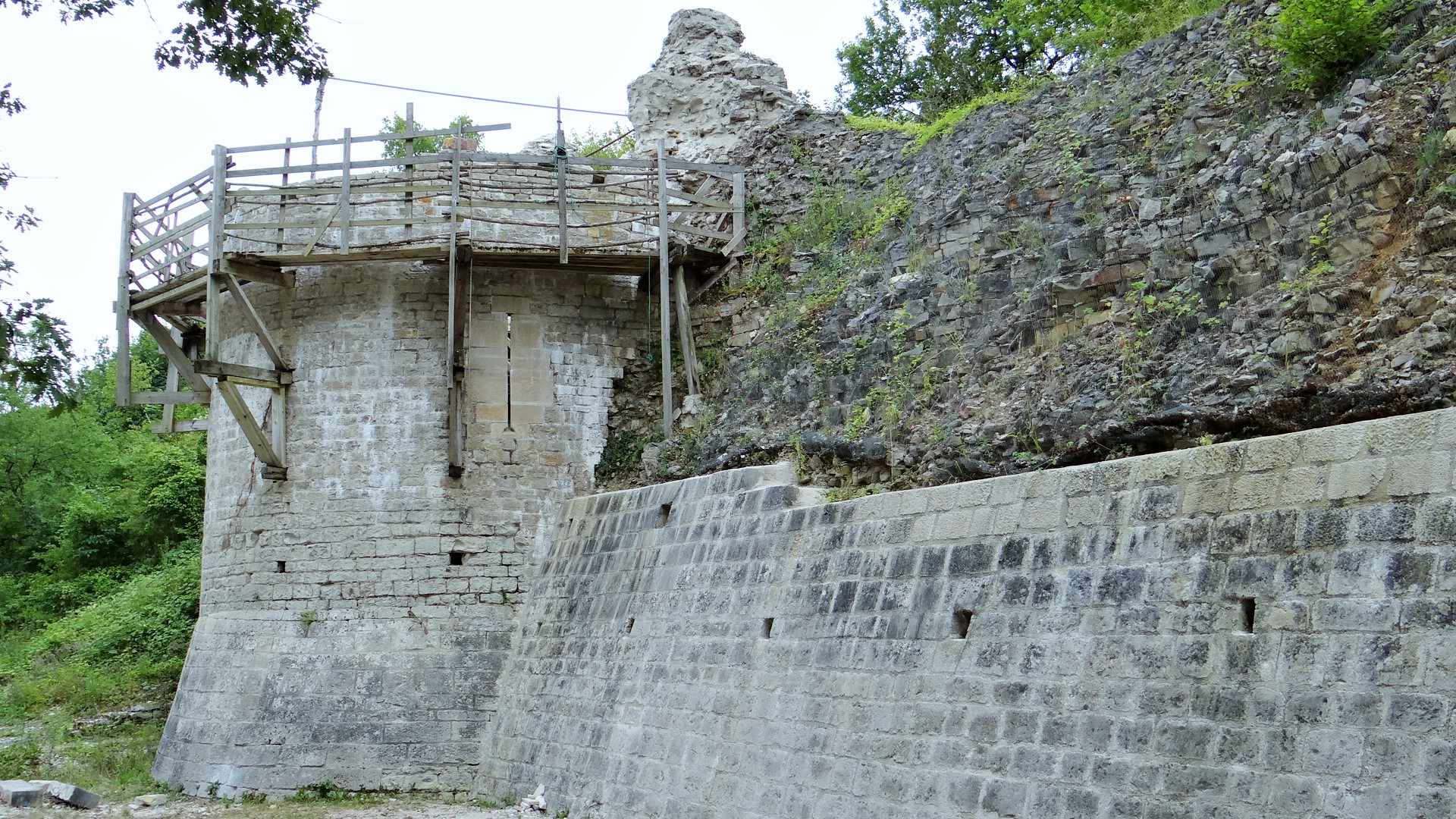
Les ruines du château en 2016.
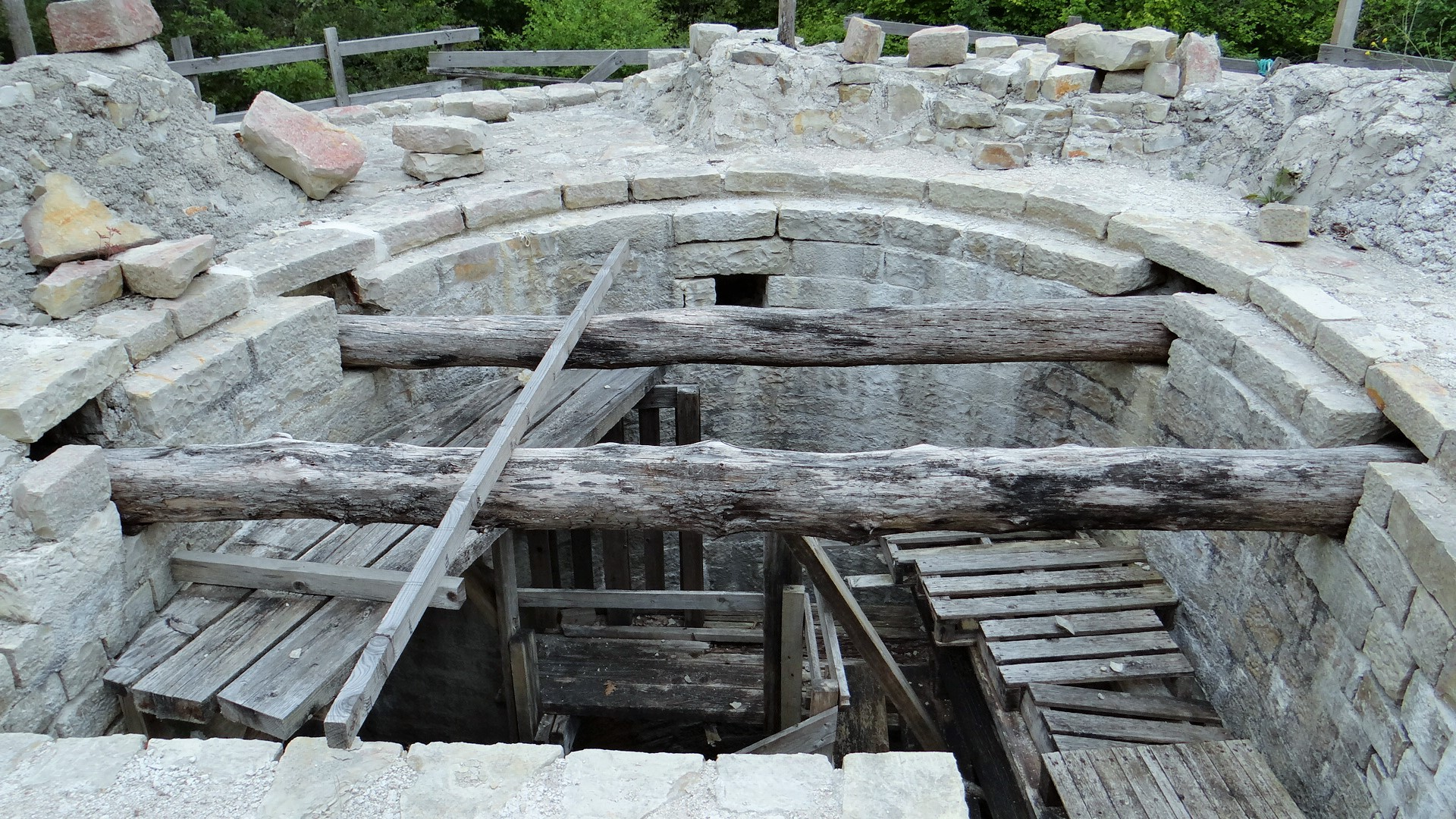
Tour en restauration, 2016.
Orthophotographie du site.

## Architecture

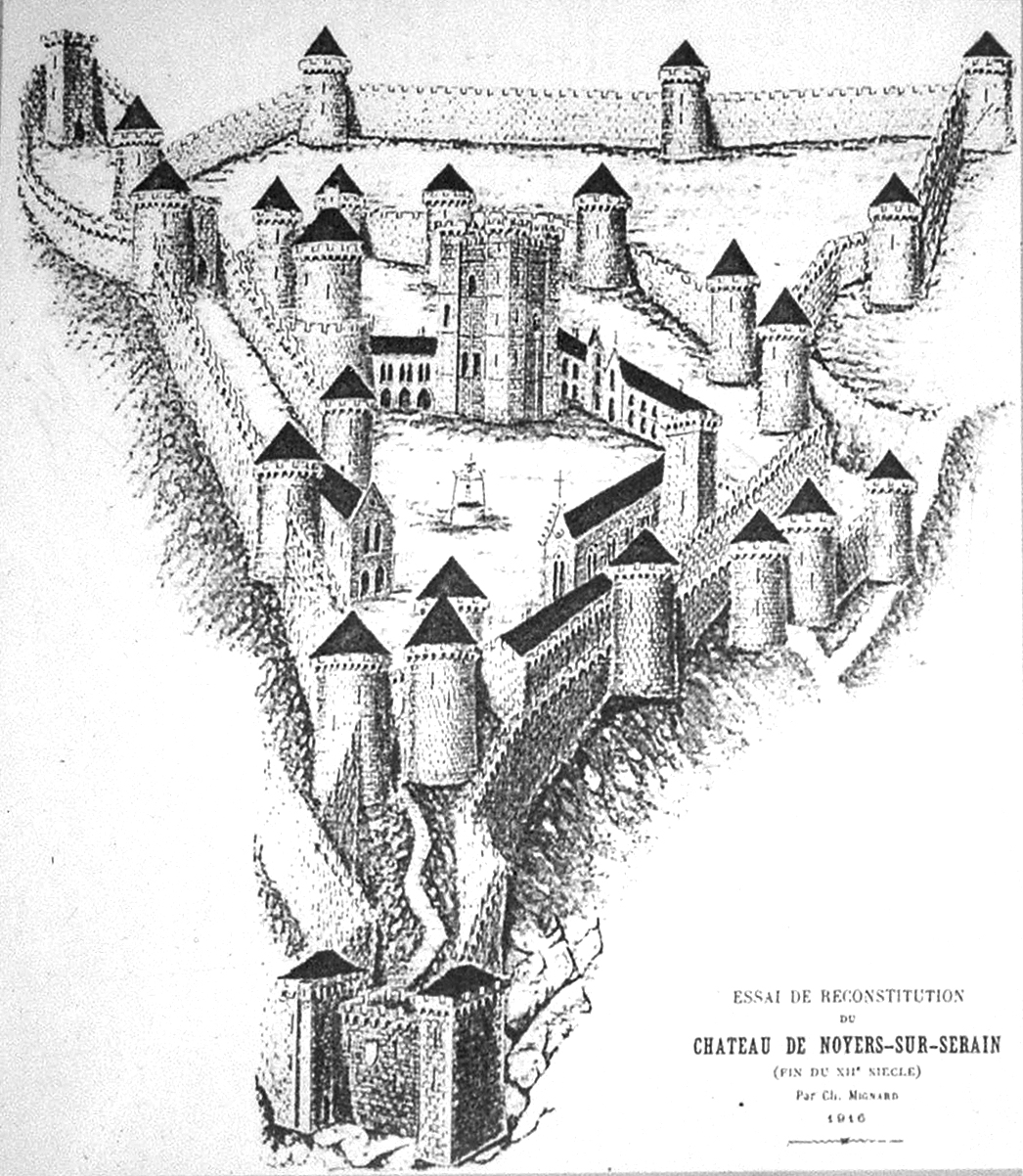
Essai de reconstitution du château à la fin du XIIe siècle, par Ch. Mignard

La forteresse était établie sur un plateau en forme de triangle, dont deux des côtés dominent la rivière. Elle touchait la ville de Noyers par la pointe sud et communiquait avec elle par un châtelet avec pont-levis, la porte de Venoise. Elle était défendue du côté nord, le moins escarpé, par une grande enceinte avec remparts et tours (les Grands Vergiers), puis par un large fossé creusé dans le roc et par une muraille renforcée de cinq tours.
Derrière s’étendait la basse-cour, avec le logement des hommes d'armes et une chapelle. Enfin, séparé par un double fossé, le château proprement dit, avec la cour d’honneur surmontée d’un gros donjon carré du XIe siècle, une citerne, une chapelle, un logis seigneurial.
On accédait au château en traversant des ouvrages avancés avec pont-levis, puis en longeant la fortification par des lices comprises entre les deux enceintes, avant d’accéder à la cour d’honneur.
Noyers était donc une place-forte considérable profitant d’un site naturellement défensif, avec une triple enceinte, plusieurs larges fossés, plus de vingt tours, des châtelets avec pont-levis.

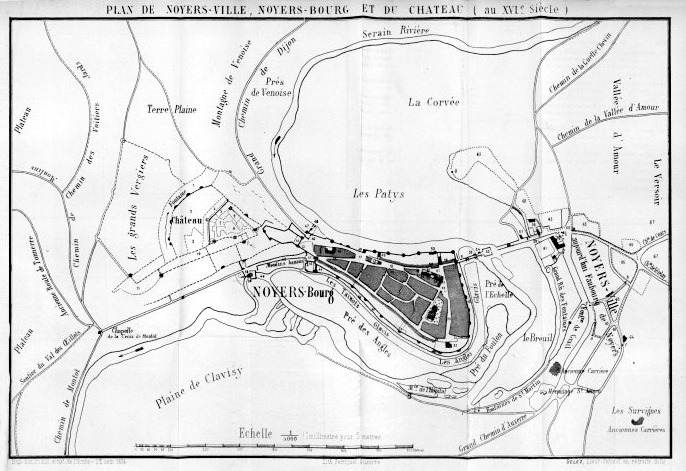
Plan de Noyers par Ernest Petit
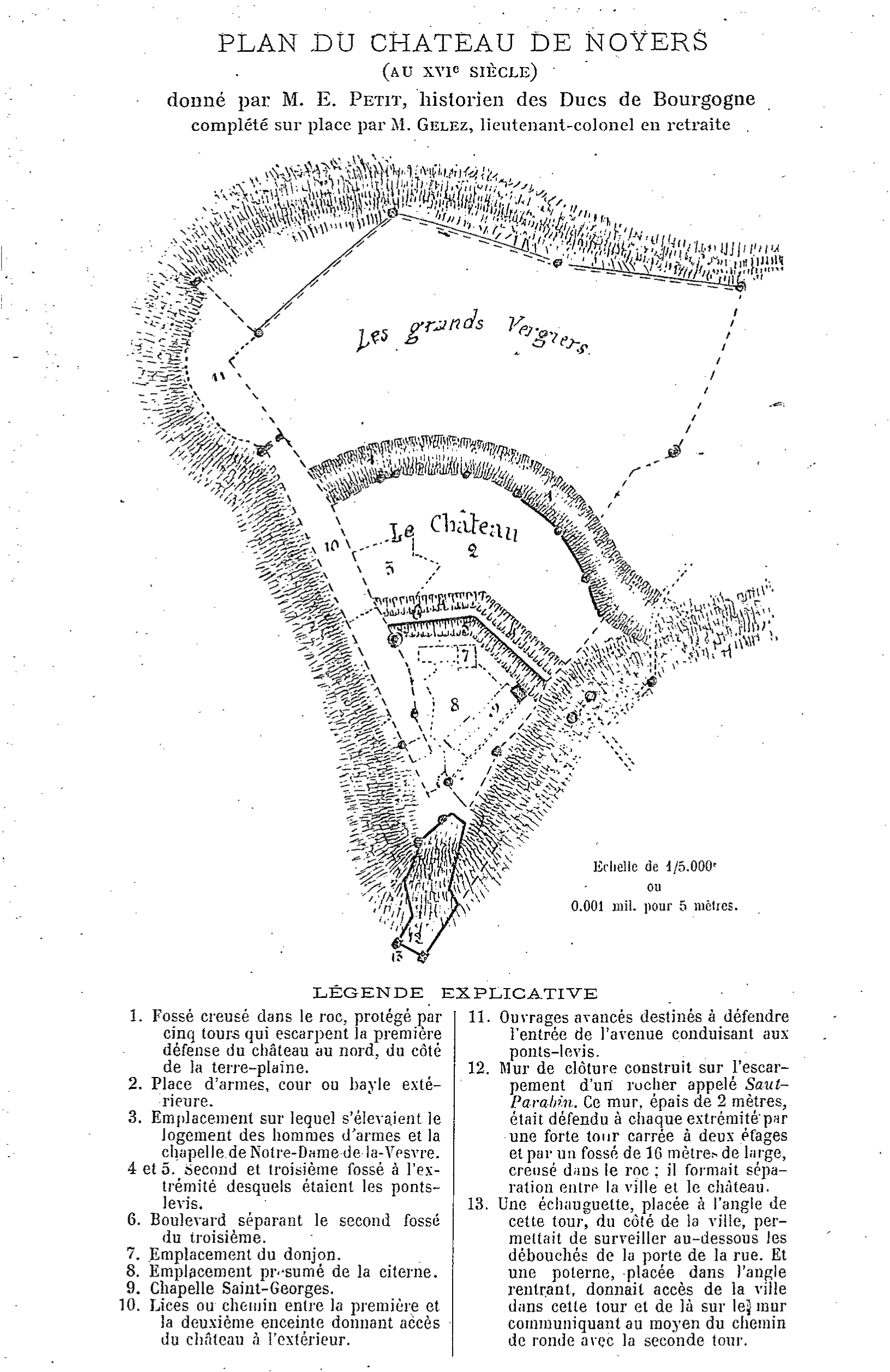
Plan du château par Ernest Petit